# Met Office
Met Office (dawniej Meteorogical Office) – narodowy serwis meteorologiczny Wielkiej Brytanii. Met Office jest związany z ministerstwem obrony. 
Interdyscyplinarne Centrum Modelowania Matematycznego w Uniwersytecie Warszawskim wykorzystuje numeryczny model pogody z Met Office. Biura Met Office znajdują się w Exeterze, w hrabstwie Devon.